# Malaysia ai Giochi della XXXIII Olimpiade
La Malaysia ha partecipato ai Giochi della XXXIII Olimpiade, svoltisi a Parigi dal 26 luglio all'11 agosto 2024, con una delegazione di 26 atleti, 13 uomini e 13 donne, in 10 sport e 11 discipline.
I portabandiera alla cerimonia di apertura sono stati Bertrand Rhodict Lises e Nur Shazrin Mohd Latif.

## Delegazione
| Sport             | Uomini | Donne | Totale |
| ----------------- | ------ | ----- | ------ |
| Atletica leggera  | 1      | 0     | 1      |
| Badminton         | 4      | 4     | 8      |
| Ciclismo          | 2      | 2     | 4      |
| Golf              | 1      | 1     | 2      |
| Nuoto             | 1      | 1     | 2      |
| Sollevamento pesi | 1      | 0     | 1      |
| Tiro con l'arco   | 0      | 3     | 3      |
| Tiro              | 1      | 0     | 1      |
| Tuffi             | 1      | 1     | 2      |
| Vela              | 1      | 1     | 2      |
| Totale            | 13     | 13    | 26     |